# Rainer Neske
Rainer Neske (* 7. Oktober 1964 in Münster) ist seit 1. November 2016 Vorstandsvorsitzender der Landesbank Baden-Württemberg (LBBW) sowie der zur LBBW gehörenden Baden-Württembergischen Bank (BW-Bank). Er war bis 30. Juni 2015 Mitglied des Vorstands und des Group Executive Committee der Deutsche Bank AG.

## Ausbildung
Neske studierte Informatik und Betriebswirtschaftslehre an der  Universität Karlsruhe, dem heutigen Karlsruher Institut für Technologie (KIT), und erlangte 1990 den Abschluss Diplom-Informatiker.

## Berufliches
1990 trat Neske in die Deutsche Bank ein und übernahm zunächst verschiedene Führungspositionen, vornehmlich im Bereich Informationstechnologie.
1999 wurde Neske Generalbevollmächtigter der Tochtergesellschaft Deutsche Bank 24 AG, die seit 2002 als Deutsche Bank Privat- und Geschäftskunden AG firmiert. Im Jahr 2000 folgte die Berufung in den Vorstand der Gesellschaft. 2001 übernahm er dort die Position des stellvertretenden Vorstandssprechers. Im März 2003 folgte die Ernennung zum Vorstandssprecher. Gleichzeitig wurde er in das Group Executive Committee (GEC) der Deutsche Bank AG aufgenommen. Im Zuge der Erweiterung der Führungsspitze der Bank zum 1. April 2009 wurde Neske in deren Vorstand berufen.
Als Head of Private & Business Clients verantwortete Neske das globale Geschäft der Deutschen Bank mit Privat- und Firmenkunden.
Rainer Neske verließ nach Streitigkeit unter anderem über den Verkauf der Postbank die Deutsche Bank auf Beschluss des Aufsichtsrates vom 20. Mai 2015 in Niederlegung seines Mandats per Auflösungsvertrag.
Im Juli 2016 wurde Neske Mitglied des Vorstands der Landesbank Baden-Württemberg (LBBW). Am 1. November übernahm er den Vorstandsvorsitz. Sein Vorgänger Hans-Jörg Vetter wechselte in den Ruhestand. Die LBBW ist mit einer Bilanzsumme von 244 Milliarden Euro (2016) und 10 800 Beschäftigen die größte deutsche Landesbank. Das Institut versteht sich als mittelständische Universalbank und ist in den Geschäftsfeldern Unternehmenskunden, Privatkunden, Sparkassen, Immobilienfinanzierung sowie Kapitalmarktgeschäft tätig. Die zur LBBW gehörende BW-Bank, bei der Neske ebenfalls Vorstandschef ist, fungiert in Stuttgart als Sparkasse.
Neske ist Vorstandsmitglied im Bundesverband Öffentlicher Banken (VÖB). Er ist Mitglied des Beirats der Deutsche Vermögensberatung AG. Zudem gehört er dem Präsidium des Wirtschaftsrates der CDU sowie dem Stiftungsrat der Frankfurt School of Finance & Management Stiftung, Gesellschafterin der Frankfurt School of Finance & Management GmbH, an. Darüber hinaus ist er Mitglied des Aufsichtsrats von Save the Children Deutschland e.V., des Vorstands der gemeinnützigen Hertie-Stiftung sowie Vorsitzender des Kuratoriums der Gesellschaft der Freunde der Alten Oper Frankfurt.

## Persönliches
Neske ist verheiratet und hat drei Kinder.